# Stade Franso-Hariri
Le Franso Hariri Stadium (en arabe : ملعب فرانسو حريري, et en kurde : یاریگای فرانسۆ ھەریری ) est un stade omnisports situé à Erbil, dans la région autonome du Kurdistan, région fédérale autonome du nord de l'Irak. Pouvant accueillir 28 000 spectateurs assis, c'est le domicile du Arbil Sports Club.
En mars 2021, le pape François conclut un voyage de trois jours en Irak par une messe au stade Franso Hariri Stadium en présence de milliers de fidèles.

## Compétitions internationales organisées
- Finale de la Coupe de l'AFC 2012[2]
- Championnat d'Asie de l'Ouest de football 2019[3]

## Galerie

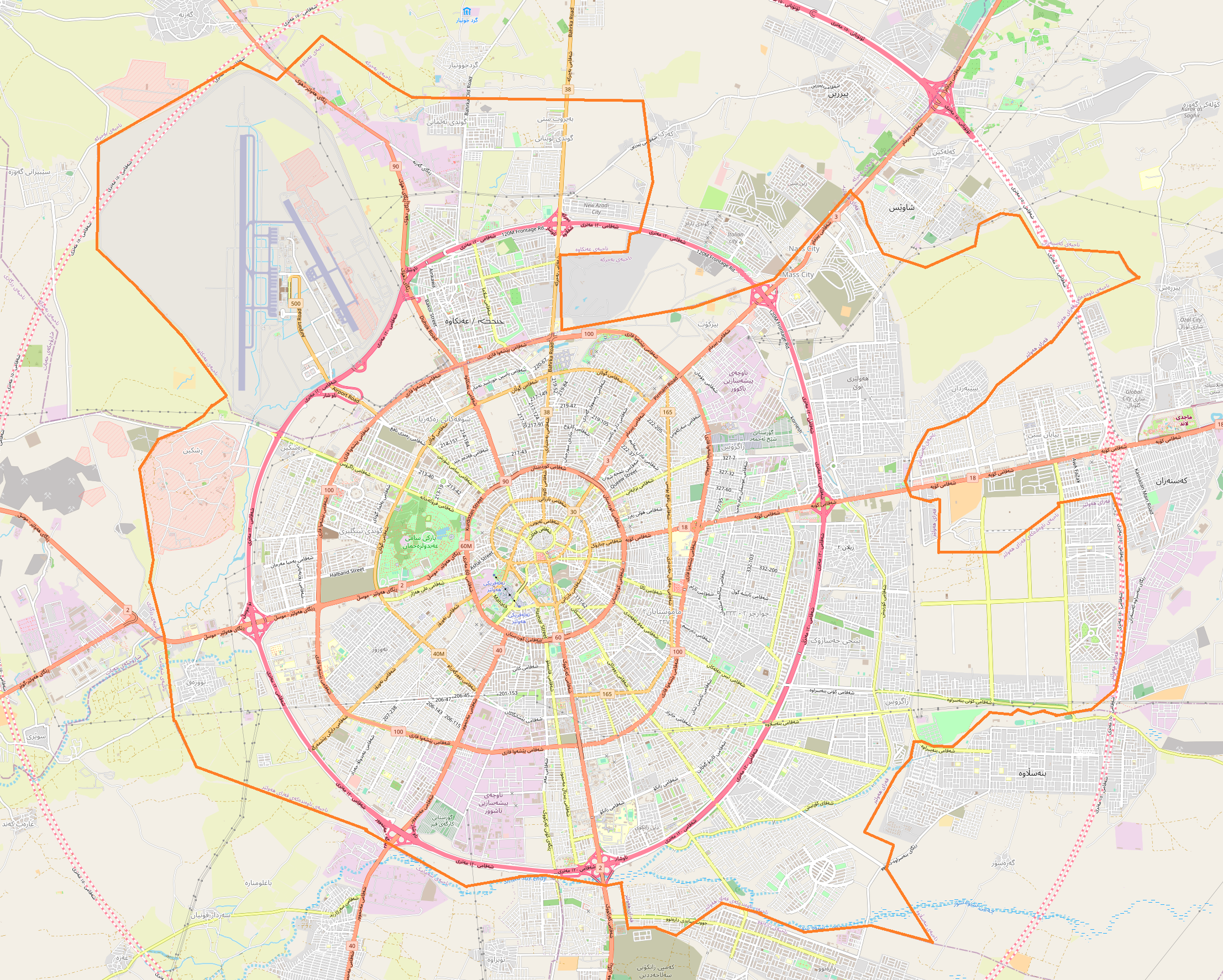
Localisation